# Iván Asen I
Iván Asen I (en búlgaro: Иван Асен I, también conocido como Ioan Asen I o Ioan Asan, en español Juan Asen I) gobernó como zar(emperador) de Bulgaria desde 1189 hasta 1196. El año de su nacimiento es desconocido. Iván Asen dirigió (junto con su hermano Teodoro) (Pedro II) una rebelión contra el Imperio bizantino, que dio lugar al resurgimiento del Imperio búlgaro. Iván Asen lideró a los búlgaros desde 1188 hasta 1196 en una serie de campañas militares que fortalecieron la posición del joven estado y extendieron su territorio desde los Montes Ródope occidentales hasta el sureste de Macedonia. Murió asesinado por el boyardo Ivanko en 1196.

## Origen
Iván Asen provenía de una familia de boyardos valacos de la región de Tarnovo. Tenía dos hermanos: Teodoro y Kaloján. También se tiene información sobre dos de sus hermanas. Iván Asen tenía un apodo cumano (Belgun), que era probablemente el nombre de una aristocrática familia cumana. La familia de Iván Asen tenía amplias relaciones con los cumanos que vivían al norte del Danubio. A pesar de eso se cree que era un valaco (latino) ya que las crónicas de la época lo describen como un valaco, nombre que se daba para entonces a los latinos de la península balcánica.

## Restauración del Imperio búlgaro
Después de la muerte de Manuel I Comneno (1180) el Imperio bizantino, en cuyas fronteras estaban las tierras búlgaras, experimentó una profunda crisis interna. El imperio era cada vez más un conglomerado de territorios gobernados por funcionarios imperiales y señores feudales locales, que a menudo no reconocían la autoridad imperial. En 1183 las tierras del imperio desde Belgrado hasta Serdica fueron devastadas por los húngaros junto con los serbios. En 1185 los normandos invadieron el norte de Grecia tomando Tesalónica. En el otoño de 1185, los hermanos Teodoro e Iván Asen llegaron al campamento del emperador bizantino Isaac II Ángelo en Kypsela (actual İpsala) y solicitaron una pronoia (feudo bizantino). Su solicitud fue rechazada, y cuando Iván Asen se atrevió a argumentar contra la decisión del emperador, él recibió una bofetada en la cara. Iracundos, los hermanos regresaron a su hogar y, tomando ventaja del descontento a los elevados impuestos aplicados por Isaac II para financiar sus guerras contra Guillermo II de Sicilia y su matrimonio con Margarita de Hungría, ellos planearon organizar una rebelión contra el dominio bizantino. Los hermanos convencieron a los dignatarios eclesiásticos y a las personas convocadas en la iglesia de San Demetrio de Tesalónica en Tarnovo. La gente se reunió ante los profetas que los llamaban a levantarse contra Bizancio. La rebelión comenzó a principios de la primavera de 1186.

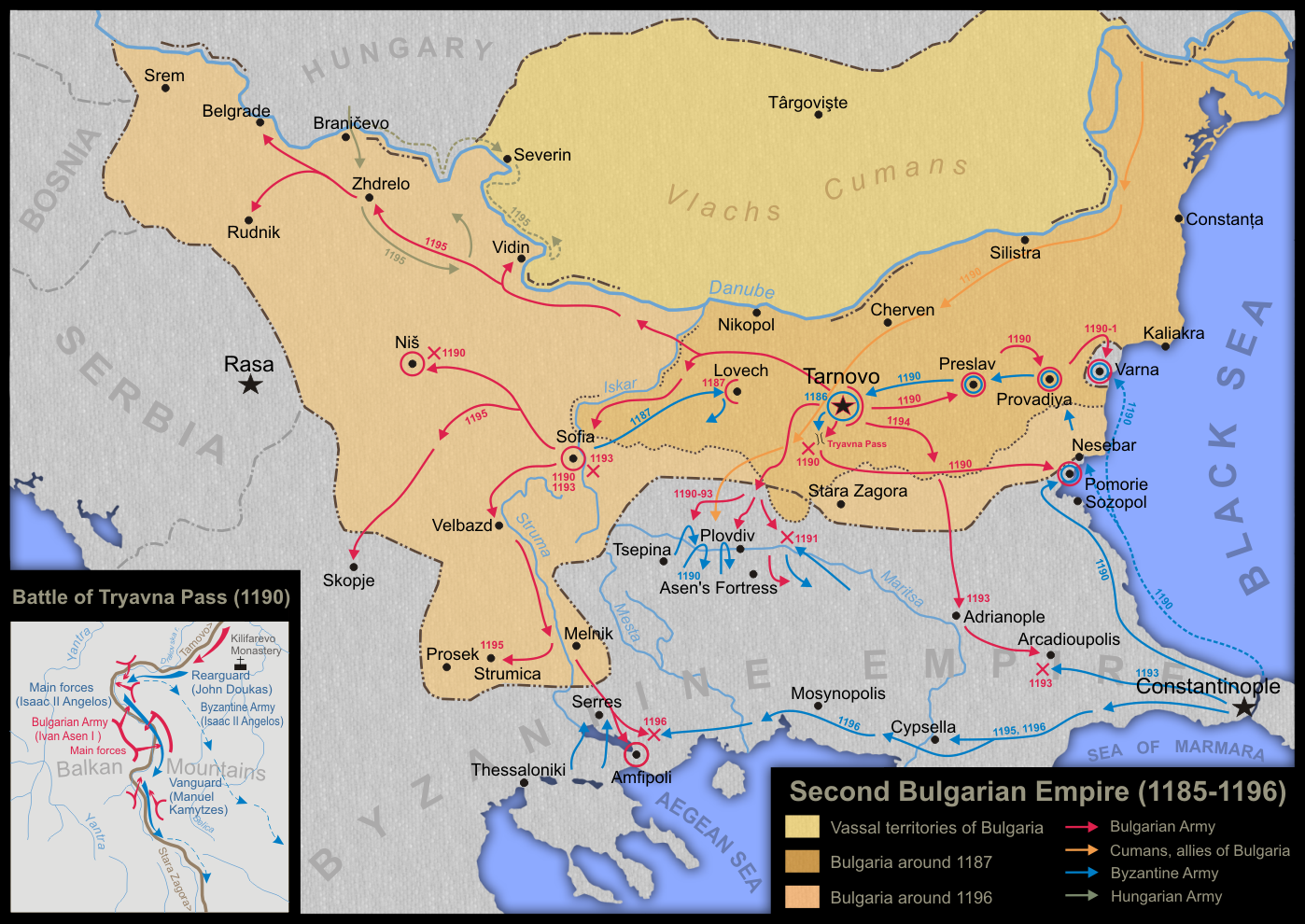
El Segundo Imperio Búlgaro de 1185 a 1186 bajo el reinado de los zares Pedro IV e Iván Asen I.

Los rebeldes inicialmente reclutados entre la población pastoral de etnia valaca y eslava lograron dominar en poco tiempo casi toda la Bulgaria del Danubio y llevaron la guerra a Tracia. Pedro y Asen derrotaron a dos ejércitos en la Tracia bizantina. Las pocas ciudades restantes griegas en la costa del Mar Negro cayeron en sus manos. En el verano de 1186 Isaac II marchó con un gran ejército hacia Bulgaria y recuperó los bastiones perdidos. Los rebeldes se dispersaron, y Pedro e Iván Asen se refugiaron en la otra orilla del Danubio. En el camino de regreso a Constantinopla el emperador quemó los cultivos búlgaros. Como consecuencia de ello los rebeldes también reclutaron a la población agrícola, especialmente a los eslavos y búlgaros, e incluso levaron a los griegos que vivían en esas zonas.
A pesar de que Iván Asen jugaba el papel más activo en las operaciones contra los bizantinos, su hermano mayor Teodoro fue proclamado emperador por los búlgaros bajo el nombre de Pedro II. Un primer asalto a la antigua capital de Preslav falló, y el centro de la rebelión, Tarnovo, se convirtió en la capital del Segundo Imperio búlgaro. En 1185 y 1186 los búlgaros tomaron la mayor parte de Mesia e incursionaron a través de los montes Balcanes a Tracia.
En el verano de 1186 Isaac II Ángelo marchó con un gran ejército contra los búlgaros, y penetró en Mesia. Mientras Pedro II se mostró dispuesto a negociar con el emperador bizantino, Iván Asen huyó a través del Danubio y reunió una gran fuerza de cumanos, con quienes volvió a ayudar a su hermano. Isaac II ya se había ido a Constantinopla, contentándose con las promesas de obediencia de Pedro. Con su nueva fuerza, Iván Asen procedió a incursionar de nuevo en Tracia, hábilmente él evitó las batallas campales contra los superiores ejércitos bizantinos.
Una nueva expedición dirigida por Isaac II marchó hacia Serdica en 1186, pero no afectó a los territorios bajo el control del restaurado estado búlgaro. El emperador bizantino atacó de nuevo en 1187, esta vez amenazando Tarnovo y sitiando Lovech infructuosamente durante tres meses. Durante el curso del asedio los bizantinos capturaron a la esposa de Iván Asen Helena, que fue intercambiada por Kaloján el hermano menor de Iván Asen como rehén con la conclusión de una tregua. Sin embargo ninguna de las partes tenía intenciones de mantener la paz.

## Tercera Cruzada
En 1189 los soldados de la Tercera Cruzada llegaron a las tierras búlgaras en Niš, Iván Asen y Pedro ofrecieron ayudar al emperador del Sacro Imperio Romano Germánico Federico I Barbarroja con una fuerza de 40.000 búlgaros, valacos y cumanos en contra de los bizantinos. Sin embargo, las relaciones entre los cruzados y los bizantinos se calmaron y la propuesta búlgara fue rechazada.

## Batalla del paso Tryavna
Los bizantinos prepararon una tercera campaña de venganza por las acciones búlgaras. Al igual que las dos anteriores invasiones ellos lograron superar los pasos de los montes Balcanes. Ellos hicieron una estratagema indicando que pasarían cerca del mar por Pomorie pero en lugar de eso ellos se dirigirían hacia el oeste y pasarían a través del paso Rish a Preslav. El ejército bizantino marchó hacia el oeste para sitiar la capital Tarnovo. Al mismo tiempo, la flota bizantina alcanzó el Danubio con el fin de cerrar el camino a los auxiliares cumanos procedentes de los territorios del norte de Bulgaria.
El sitio a Tarnovo fue infructuoso. La defensa de la ciudad estaba dirigida por el mismo Iván Asen y la moral de sus tropas era muy alta. La moral de los bizantinos, sin embargo, fue bastante baja por varias razones: la ausencia de éxitos militares, fuertes bajas y sobre todo que la paga de los soldados fue con atrasos. Esto fue utilizado por Iván Asen, quien envió a un agente en forma de desertor al campo bizantino. El hombre le dijo a Isaac II, que a pesar de los esfuerzos de la marina de guerra bizantina, un enorme ejército de cumanos había pasado el río Danubio y se dirigía hacia Tarnovo para liberarla del sitio. El emperador bizantino entró en pánico e inmediatamente ordenó la retirada a través del más cercano paso.
El zar búlgaro dedujo que su oponente pasaría por el paso de Tryavna. El ejército bizantino marchó hacia el sur, y sus tropas y equipajes se extendían por kilómetros. Los búlgaros llegaron al paso antes que ellos y organizaron una emboscada desde lo alto de un estrecho desfiladero. La vanguardia bizantina concentraba su ataque en el centro donde los líderes búlgaros se posicionaron. Una vez que las dos fuerzas se encontraron, y el combate cuerpo a cuerpo había comenzado, los búlgaros apostados en las alturas lanzaron una lluvia de piedras y flechas contra las fuerzas bizantinas de abajo. En pánico, la fuerza bizantina se separó y comenzó una retirada desorganizada, lo que provocó una carga búlgara. Los búlgaros sacrificaron a varios en su camino. Isaac II Ángelo, apenas pudo escapar; sus guardias tuvieron que abrirse camino a través de sus propios soldados, lo que permitió la huida de su comandante de la derrota. El historiador bizantino Nicetas Coniates escribió que sólo Isaac Ángelo escapó y la mayoría de los otros perecieron.
La victoria sobre los bizantinos llevaron a Iván Asen a un primer plano, y Pedro IV tuvo aparentemente que coronarlo como coemperador en 1189. Con Iván Asen I quedando a cargo de Tarnovo y de las campañas contra los bizantinos, Pedro II se retiró a Preslav sin abdicar el trono.

## Muerte
El éxito ahora definitivamente giró en favor de los búlgaros, que capturaron las áreas de Serdica y el Niš en 1191, de Belgrado en 1195, de Melnik y Prosek en 1196, mientras que grupos de asalto llegaron hasta el sur de Serres. Durante su regreso del suroeste, Iván Asen I fue asesinado por Ivanko, uno de sus comandantes militares, que fue amenazado con el castigo por una relación amorosa con la hermana de la esposa de Iván Asen I. El asesino intentó asumir el control de Tarnovo y negoció con Constantinopla, a la que pronto huyó después.

## Matrimonios
Iván Asen I estuvo casado con una tal María, enterrada en Cherven, y luego con Helena, cuyos antecedentes se desconocen. A veces se afirma que ella fue una hija de Esteban Nemanja de Serbia, pero esta relación es cuestionable y habría causado varios impedimentos canónicos para los matrimonios entre sus descendientes. Por su matrimonio con Helena, Iván Asen tuvo al menos dos hijos:
- Iván Asen II, emperador de Bulgaria de 1218-1241
- Alenjandro (Aleksandar), sebastocrátor, que murió después de 1232, Alejandro tuvo un hijo llamado Kaliman Asen II, que fue emperador de Bulgaria en 1256